# Haplochromis
Haplochromis (Gr. haplos = einfach, Chromis = Gattung von Riffbarschen, in der früher auch Buntbarsche beschrieben wurden) ist die, mit über 200 wissenschaftlich beschriebenen Arten, größte Gattung der Buntbarsche (Cichlidae). Sie leben in Süd- und Ostafrika, hauptsächlich im Bereich des Großen Afrikanischen Grabenbruchs, Verbreitungsschwerpunkt ist der Victoriasee und seine Zuflüsse. Viele Haplochromis-Arten des Victoriasees sind durch den vom Menschen eingeführten Nilbarsch (Lates niloticus) in ihrem Bestand gefährdet, vom Aussterben bedroht oder gar schon ausgestorben.

## Merkmale
Haplochromis-Arten werden 7 bis 27 Zentimeter lang, ihre Schwanzflosse endet gerade abgeschnitten, gerundet oder leicht eingebuchtet. Männliche Haplochromis in Balzstimmung sind intensiv gefärbt, mitunter sehr bunt und unterscheiden sich dadurch deutlich von den meist grau oder braun gefärbten Weibchen. In der Afterflosse tragen die Männchen Eiflecke, die von einem transparenten Rand umgeben sind. Bei den weiblichen Tieren sind die Eiflecke kleiner, ihre Anzahl ist geringer, sie können auch fehlen. Der transparente Rand fehlt immer.
Die teils in Kenia Furu, in Tansania Mbipi und in Uganda Enkejje oder Oroy genannten Haplochromis und nah verwandte Gattungen des Victoriasee-Einzugs, entwickelten verschiedene Maulformen und Zahntypen und passten sich so an unterschiedliche Nahrungsquellen an. Man unterscheidet bis zu 15 verschiedene trophische Gruppen:

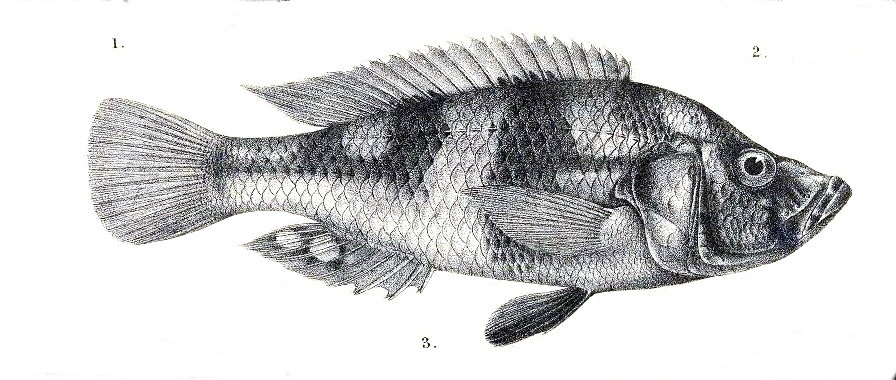
Haplochromis flavipinnis, ein Fischfresser

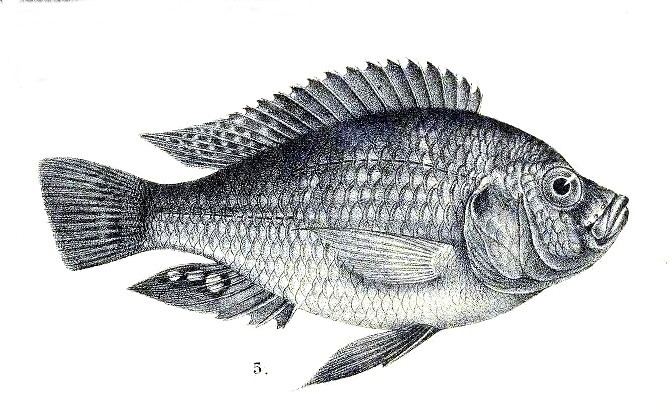
Haplochromis obesus, ein Pädophage

- Fischfresser (Piscivore), die ganze, erwachsene Fische fressen und nicht nur Teile (Schuppen, Flossen) oder Eier und Larven (Pädophage)
- Algenfresser (Unterscheidung in Algengraser und Phytoplanktonfresser)
- Blätterfresser (Pflanzenfresser)
- Insektenfresser (Insectivore)
- Fischbrutfresser (Pädophagen)
- Schneckenfresser (Unterscheidung in Schneckenknacker und -schäler)
- Zooplanktonfresser (Zooplanctivore)
- Krustentierfresser (Unterscheidung in Garnelen- und Krabbenfresser)
- Schlammsieber (Detritivore)
- Parasitenfresser (Putzerfische)
- Schuppenfresser (Scale Eater)
- Flossenbeißer

## Fortpflanzung
Alle Haplochromis-Arten sind Maulbrüter. Die Männchen sind polygam. Vor der Paarung bereitet das Männchen oft eine Grube im Gewässerboden als Laichplatz vor. Mit flatternden Bewegungen, bei denen besonders die mit den Eiflecken versehen Afterflosse präsentiert wird, wirbt es um das Weibchen. Während und unmittelbar nach dem Ablaichen nimmt das Weibchen die Eier, teilweise noch vor der Befruchtung ins Maul. Die im Maul befindlichen Eier werden erst besamt, wenn das Weibchen nach den Eiflecken auf der Afterflosse des Männchens schnappt, das dabei Sperma ausstößt. Die Jungen schlüpfen, je nach Art und Wassertemperatur, nach 15 bis 25 Tagen und werden artspezifisch sich selbst überlassen oder noch mehrere Tage bewacht und dann bei Gefahr und nachts wieder ins Maul aufgenommen.

## Arten
Ursprünglich wurden über 400 Arten zur Gattung Haplochromis gezählt, darunter viele endemische Arten des Malawisees. Nach der Ausgliederung dieser und anderen Arten besteht unter Fachleuten aber weiterhin Uneinigkeit wie weit oder eng die Gattung gefasst sein soll. Greenwood splittete Haplochromis in verschiedene Gattungen auf, von denen einige monotypisch sind, z. B. Macropleurodus, Platytaeniodus und Schubotzia. Durch die Beschreibung von später gefundenen neuen Arten und zahlreichen noch unbeschriebenen, erwiesen sich die Aufspaltungen als teilweise unbrauchbar, weshalb sie von manchen Wissenschaftlern bis zu einer Neudefinition abgelehnt wird. Andere Autoren haben anschließend manche der Greenwood'schen Gattungen revidiert oder sogar neue geschaffen (Lithochromis, Mbipia, Pundamilia). Lippitsch konnte in einem Fall keine passende Gattung finden und hat neue Arten zwar in Haplochromis beschrieben, den Gattungsnamen aber in Anführungszeichen gesetzt. Laut Fishbase werden gegenwärtig über 230 Arten in die Gattung Haplochromis eingeordnet. Allerdings ist die Gattung auch in dieser Zusammensetzung kein Monophylum, d. h. sie enthält nicht alle Nachkommen des letzten gemeinsamen Vorfahren.
Die meisten Haplochromis-Arten gehören zum „Lake Victoria region superflock“ das heißt der Cichlidenradiation, die im Victoriasee und den in Nähe gelegenen Seen des westlichen Abschnitts des großen afrikanischen Grabenbruchs (Georgsee, Edwardsee, Albertsee und Kivusee). Der letzte gemeinsame Vorfahre dieser monophyletischen, etwa 700 Arten umfassenden Gruppe entstand wahrscheinlich vor ca. 150.000 als – während einer Feuchtzeit – eine kongolesische Linie die Region des Viktoriasees kolonisierte, die schon Vertreter aus dem Gebiet des Nils beherbergte. Zu den rezenten Vertretern der kongolesischen Line, die die Schwestergruppe des „Lake Victoria region superflocks“ darstellt, gehören Astatotilapia stappersii und eine bisher unbeschriebene Astatotilapia-Art (Astatotilapia sp. ‘Yaekama’) aus dem mittleren Kongo. Die Linie aus dem Nilgebiet, zu der auch Arten gehören, die in ostafrikanischen Flüssen vorkommen, wird heute durch Astatotilapia bloyeti, ‘Haplochromis’ gracilior aus dem Kivusee und Haplochromis pharyngalis aus dem Edwardsee vertreten. Obwohl die beiden letztgenannten Arten sympatrisch mit Arten aus dem Artenschwarm des Victoriasees vorkommen, gehören sie nicht zu dieser Radiation, sondern zu einer Gruppe verwandter Arten aus dem oberen Nil. Die Nilklade ist die Schwestergruppe einer Klade die aus der Kongo-Linie und dem „Lake Victoria region superflocks“. Die Hybridisierung der unterschiedlichen Buntbarscharten aus dem Gebiet des Kongo und des Nils ermöglichte die Rekombination genetischer Varianten in einem Maßstab, der sonst in diesem Ausmaß nicht möglich wäre. Aus der Hybridpopulation entstanden dann unabhängig voneinander im Zuge einer raschen adaptiven Radiation zahlreiche neue Arten, zunächst in den im westlichen Abschnitts des großen afrikanischen Grabenbruchs gelegenen Seen und nach einer Trockenperiode beginnend vor etwa 15.000 Jahren auch im Victoriasee mit ca. 500 neuen endemischen Buntbarscharten mit einer Vielzahl von ökologischen Spezialisierungen. Die besondere genetische Vielfalt und Anpassungsfähigkeit der Buntbarsche des Viktoriasees wird durch die Tatsache belegt, dass er durch mehr als 40 andere Fischarten besiedelt wurde, die sich aber nicht so weit diversifizierten.
Durch die zunehmende Einleitung von Abwässern in den im Victoriasee kam es in den letzten 50 Jahren zu erhöhter Trübung und einem Sauerstoffmangel in tieferen Gewässern. Infolgedessen haben sich verschiedene Arten zu Hybridpopulationen zusammengeschlossen, da die männliche Prachtfärbung, die für weibliche Tiere derselben Art anziehend ist, nicht mehr gut sichtbar ist. In einigen Tiefwasserhabitaten ist die Fischfauna weitgehend verschwunden. Ein Teil der Artenvielfalt des Sees ist dadurch verloren gegangen.
H. humilis, H. placodus, H. smithii und H. snoeksi gehören zu einer Verwandtschaftsgruppe von Buntbarschgattungen aus dem südlichen Afrika, die abgeleitet von der Gattung Serranochromis den provisorischen Namen „Serranochromini“ erhalten hat und Haplochromis gracilior bildet eine isolierte Linie.

### Lake Victoria superflock

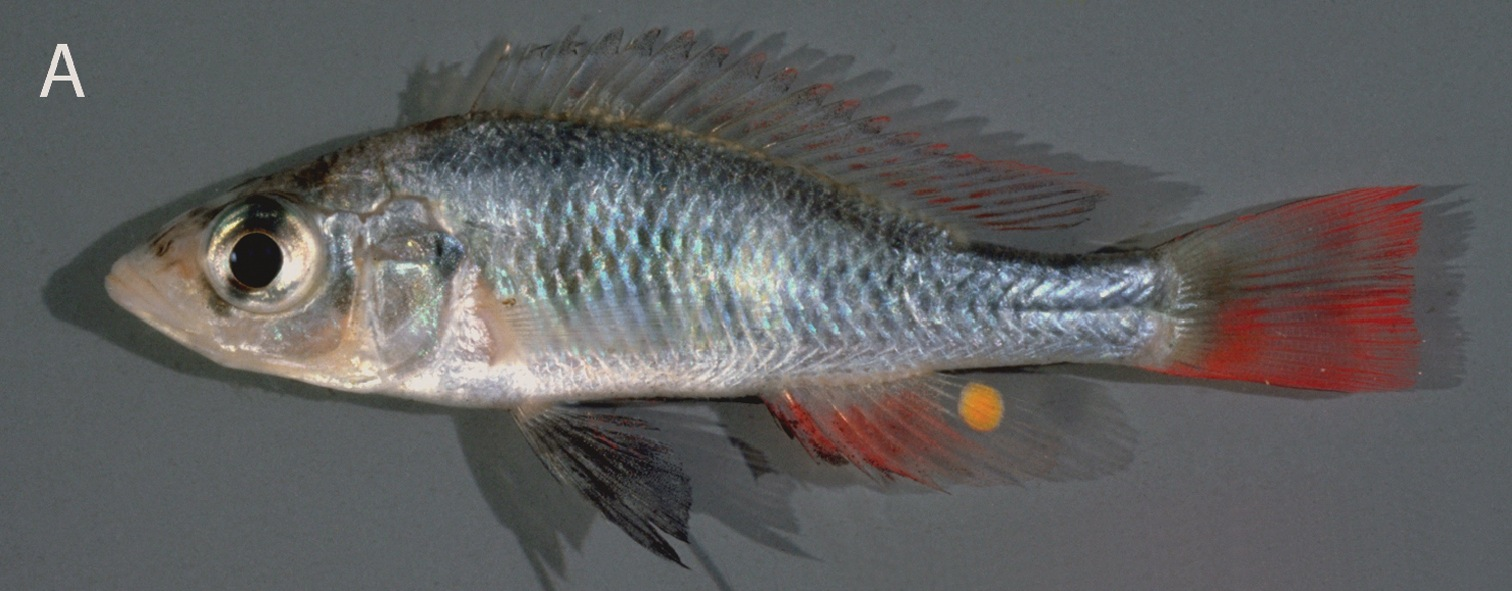
Haplochromis argens
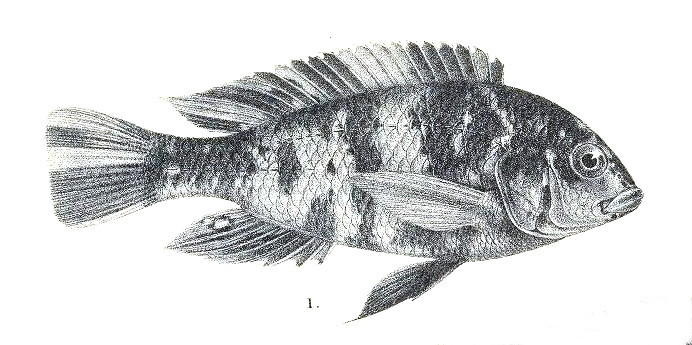
Haplochromis bicolor
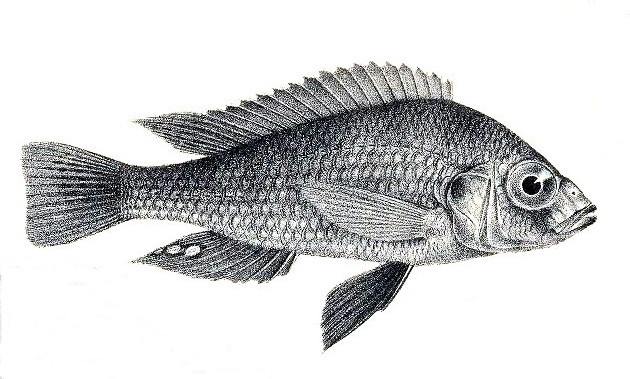
Haplochromis cinereus
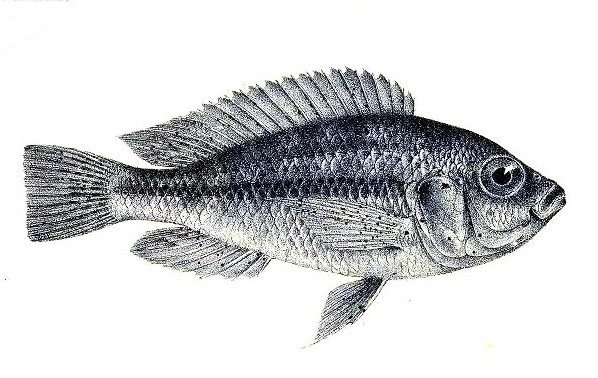
Haplochromis crassilabris
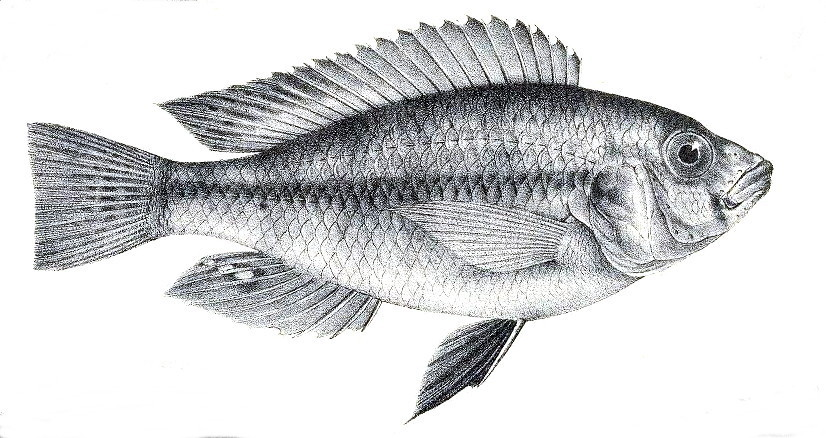
Haplochromis degeni
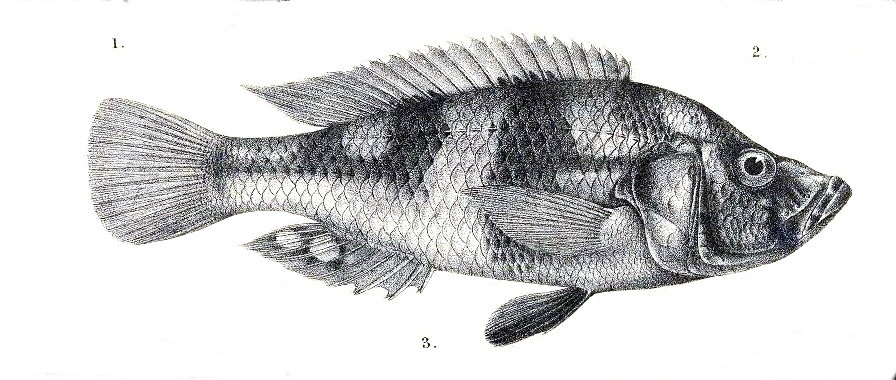
Haplochromis flavipinnis
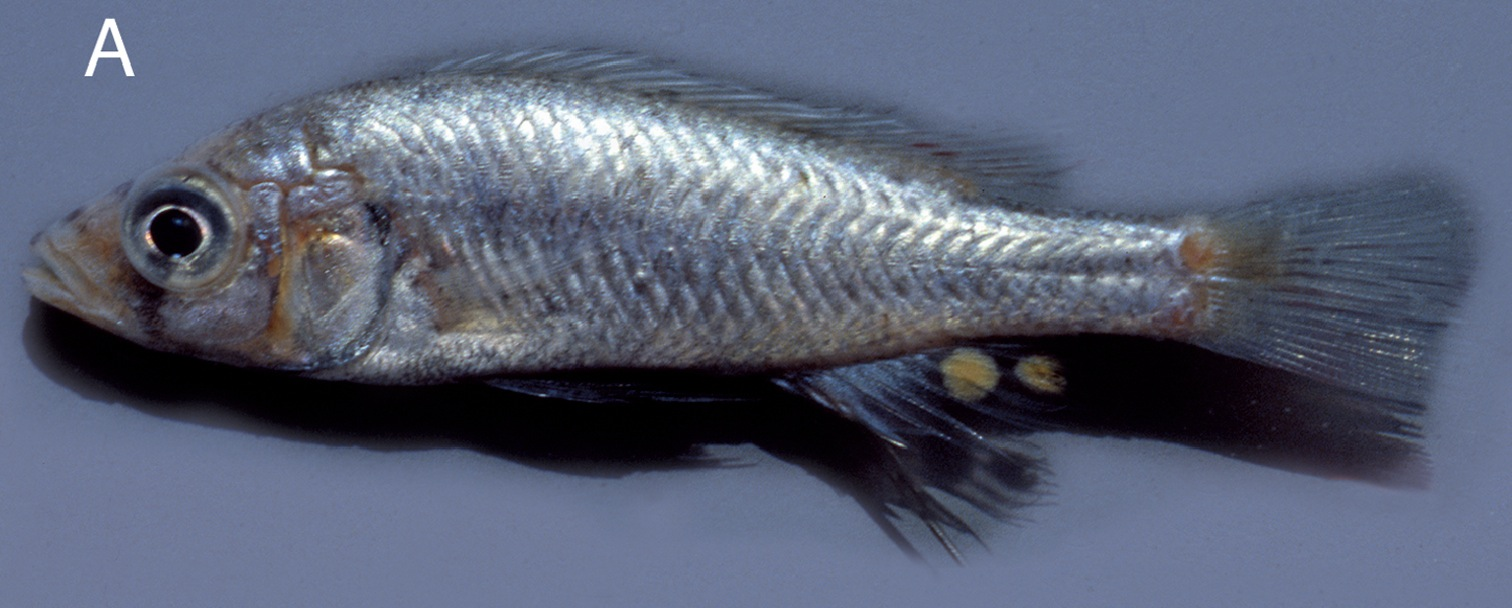
Haplochromis goldschmidti
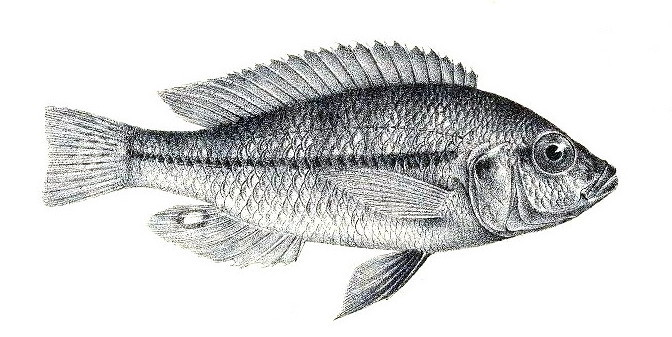
Haplochromis granti
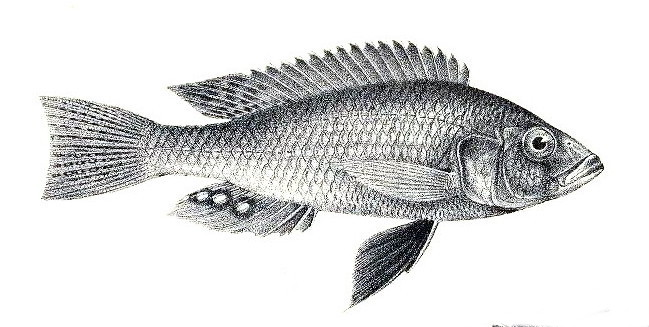
Haplochromis guiarti
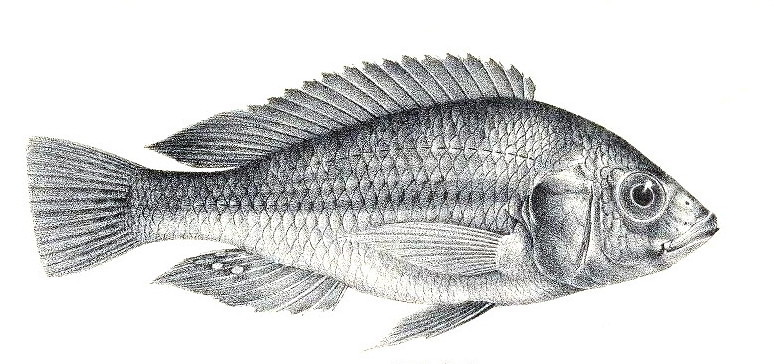
Haplochromis ishmaeli
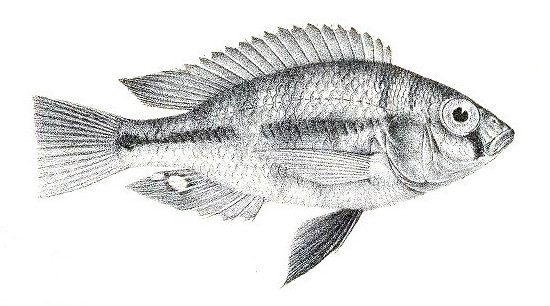
Haplochromis lacrimosus
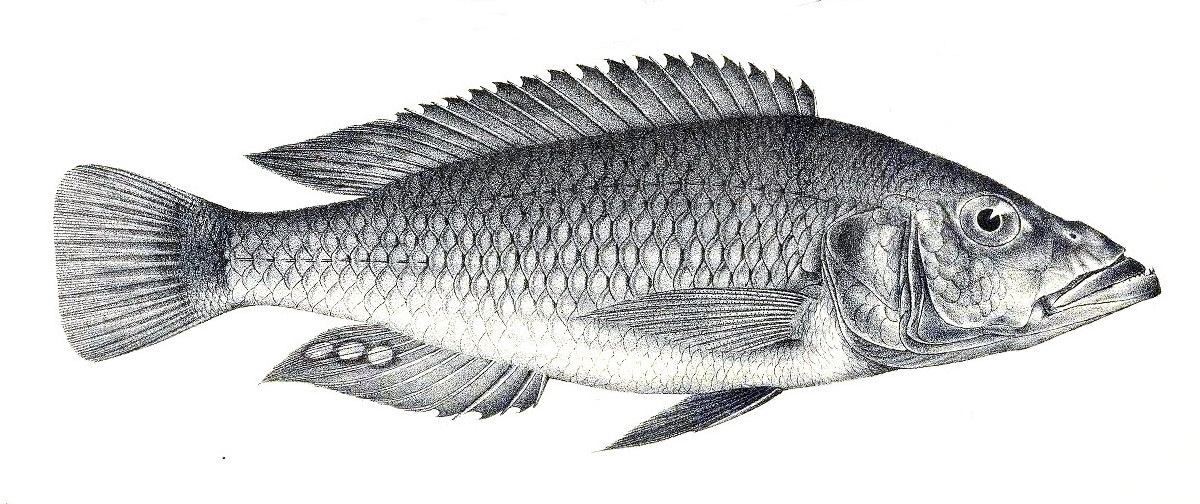
Haplochromis longirostris
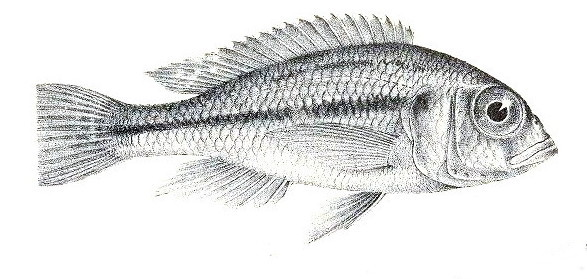
Haplochromis martini
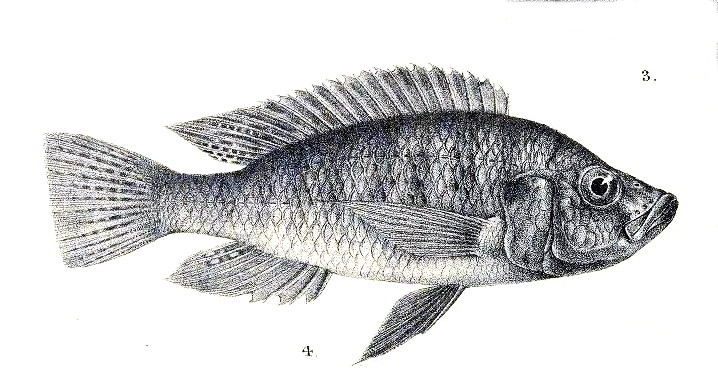
Haplochromis microdon
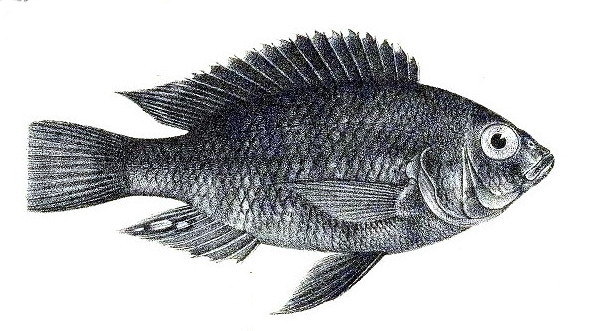
Haplochromis nigricans
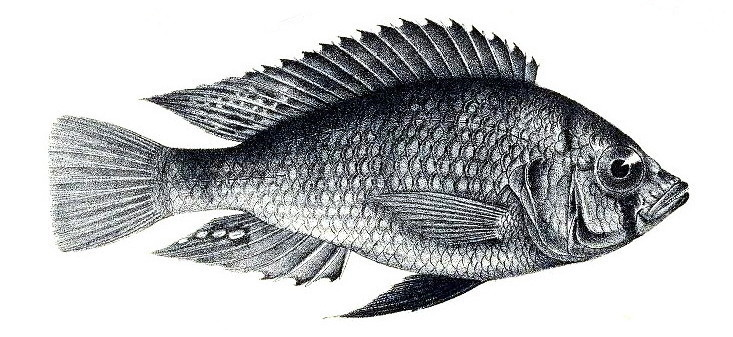
H. nuchisquamulatus
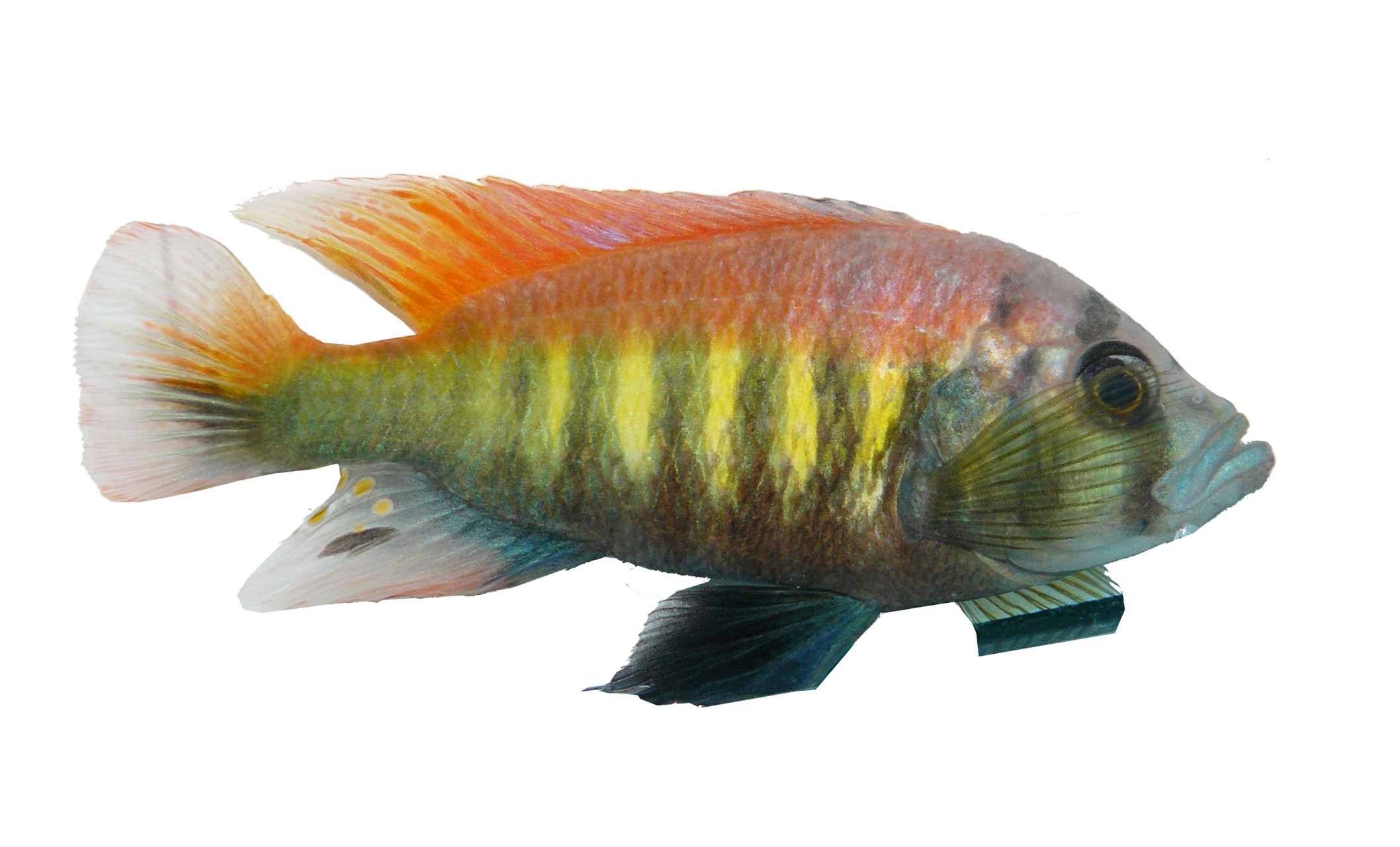
Haplochromis nyererei
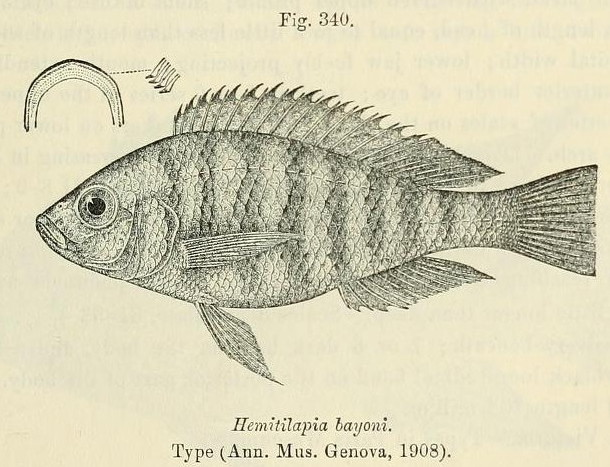
Haplochromis obliquidens
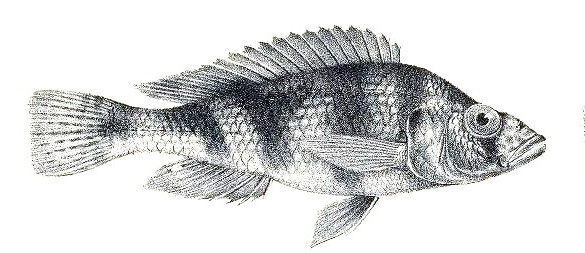
Haplochromis percoides
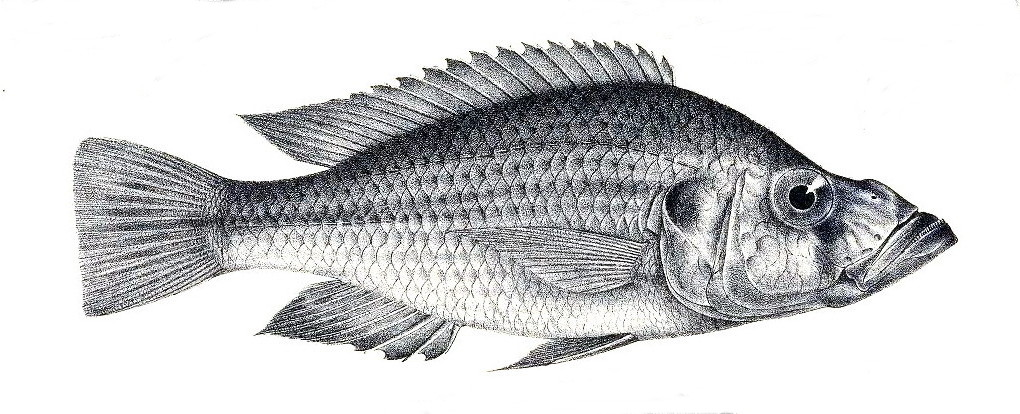
Haplochromis prognathus
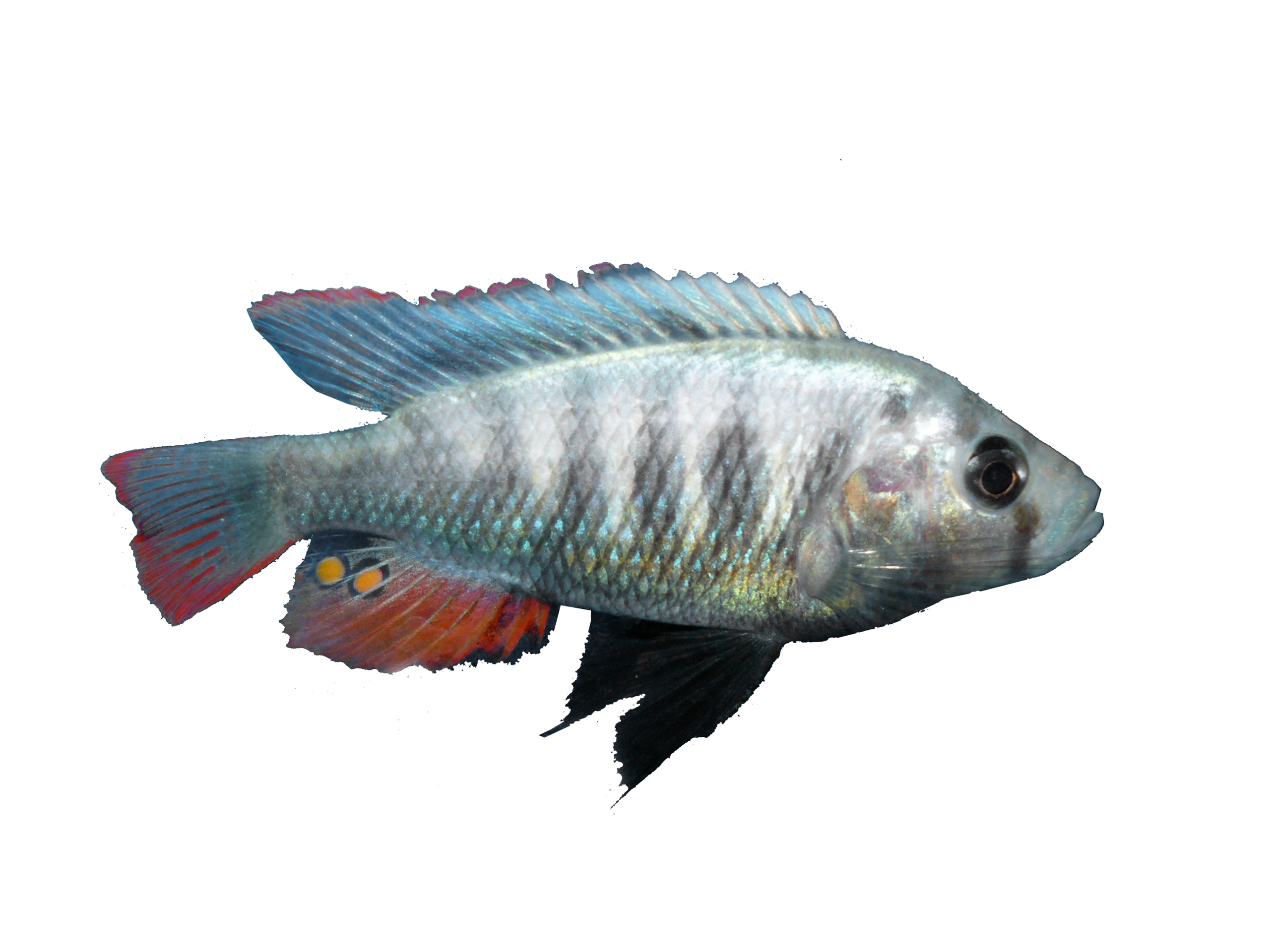
Haplochromis pundamilia
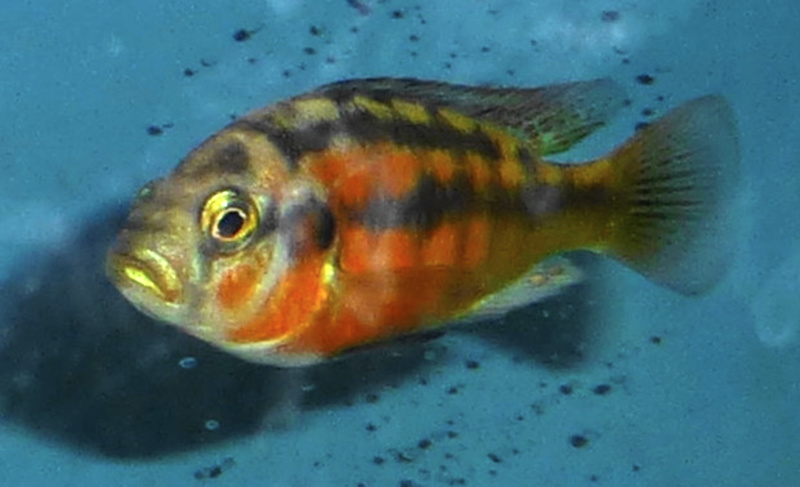
Haplochromis sauvagei
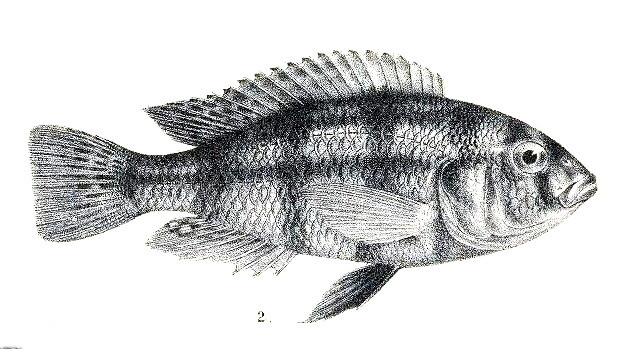
Haplochromis retrodens
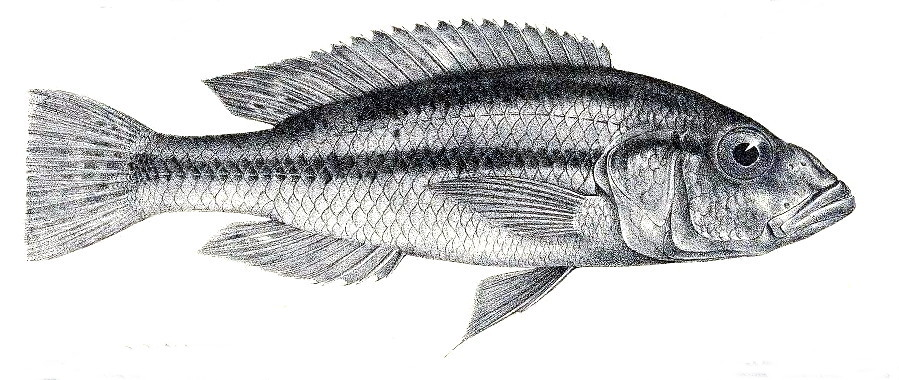
Haplochromis serranus
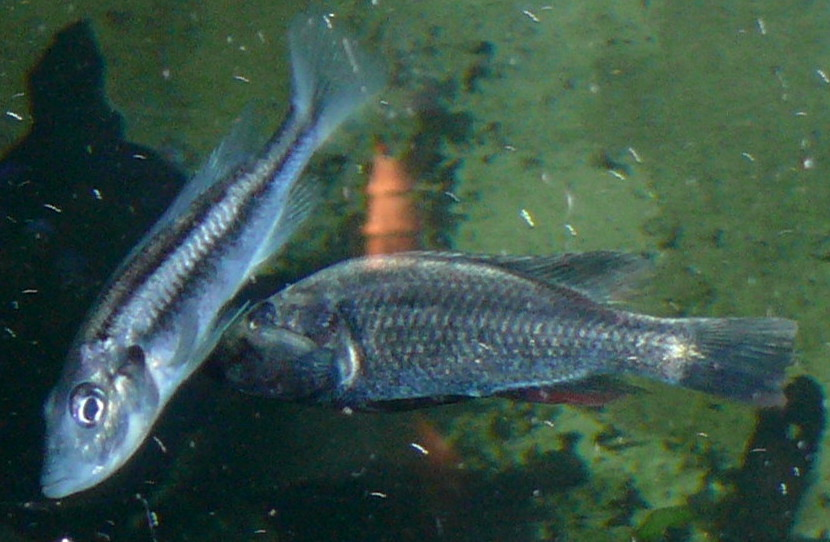
Haplochromis thereuterion
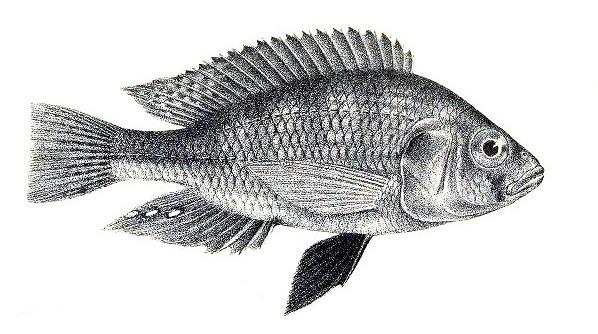
Haplochromis victorianus
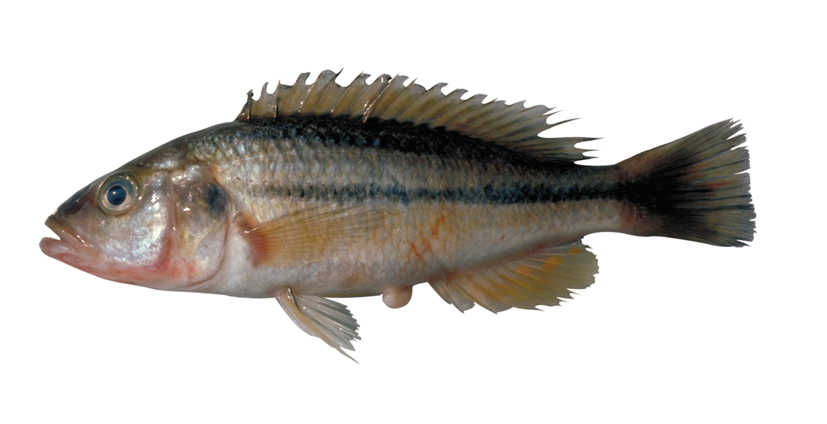
Haplochromis vonlinnei

#### Victoriasee
- Haplochromis acidens Greenwood, 1967
- Haplochromis aelocephalus Greenwood, 1959
- Haplochromis altigenis Regan, 1922
- Haplochromis antleter Mietes & Witte, 2010
- Haplochromis apogonoides Greenwood, 1967
- Haplochromis arcanus Greenwood & Gee, 1969
- Haplochromis argens de Zeeuw, Westbroek & Witte, 2013
- Haplochromis argenteus Regan, 1922
- Haplochromis artaxerxes Greenwood, 1962
- Haplochromis azureus Seehausen & Lippitsch, 1998
- Haplochromis barbarae Greenwood, 1967
- Haplochromis bareli van Oijen, 1991
- Haplochromis bartoni Greenwood, 1962
- Haplochromis bayoni (Boulenger, 1909)
- Haplochromis bicolor Boulenger, 1906, Typusart von „Macropleurodus“
- Haplochromis boops Greenwood, 1967
- Haplochromis brownae Greenwood, 1962
- Haplochromis bwathondii Niemantsverdriet & Witte, 2010
- Haplochromis cassius Greenwood & Barel, 1978
- Haplochromis cavifrons (Hilgendorf, 1888)
- Haplochromis chilotes (Boulenger, 1911)
- Haplochromis chlorochrous Greenwood & Gee, 1969
- Haplochromis chromogynos Greenwood, 1959
- Haplochromis chrysogynaion van Oijen, 1991
- Haplochromis cinctus Greenwood & Gee, 1969
- Haplochromis cinereus (Boulenger, 1906)
- Haplochromis cnester Witte & Witte-Maas, 1981
- Haplochromis coprologus Niemantsverdriet & Witte, 2010
- Haplochromis crassilabris Boulenger, 1906
- Haplochromis crocopeplus Greenwood & Barel, 1978
- Haplochromis cronus Greenwood, 1959
- Haplochromis cryptodon Greenwood, 1959
- Haplochromis cryptogramma Greenwood & Gee, 1969
- Haplochromis cyaneus Seehausen, Bouton & Zwennes, 1998
- Haplochromis decticostoma Greenwood & Gee, 1969
- Haplochromis degeni (Boulenger, 1906), Typusart von „Platytaeniodus“
- Haplochromis dentex Regan, 1922
- Haplochromis dichrourus Regan, 1922
- Haplochromis diplotaenia Regan & Trewavas, 1928
- Haplochromis dolichorhynchus Greenwood & Gee, 1969
- Haplochromis empodisma Greenwood, 1960, Typusart von „Gaurochromis“
- Haplochromis erythrocephalus Greenwood & Gee, 1969
- Haplochromis estor Regan, 1929
- Haplochromis eutaenia Regan & Trewavas, 1928
- Haplochromis fischeri Seegers, 2008
- Haplochromis flavipinnis (Boulenger, 1906)
- Haplochromis flavus Seehausen, Zwennes & Lippitsch, 1998
- Haplochromis fusiformis Greenwood & Gee, 1969
- Haplochromis gigas (Seehausen & Lippitsch, 1998)
- Haplochromis gilberti Greenwood & Gee, 1969
- Haplochromis goldschmidti de Zeeuw, Westbroek & Witte, 2013
- Haplochromis gowersii Trewavas, 1928
- Haplochromis granti Boulenger, 1906
- Haplochromis greenwoodi (Seehausen & Bouton, 1998)
- Haplochromis guiarti (Pellegrin, 1904)
- Haplochromis harpakteridion van Oijen, 1991
- Haplochromis heusinkveldi Witte & Witte-Maas, 1987
- Haplochromis hiatus Hoogerhoud & Witte, 1981
- Haplochromis howesi van Oijen, 1992
- Haplochromis humilior (Boulenger, 1911)
- Haplochromis igneopinnis Seehausen & Lippitsch, 1998
- Haplochromis iris Hoogerhoud & Witte, 1981
- Haplochromis ishmaeli Boulenger, 1906, Typusart von „Labrochromis“
- Haplochromis katunzii ter Huurne & Witte, 2010
- Haplochromis kujunjui van Oijen, 1991
- Haplochromis labriformis (Nichols & La Monte, 1938)
- Haplochromis lacrimosus (Boulenger, 1906)
- Haplochromis laparogramma Greenwood & Gee, 1969
- Haplochromis lividus Greenwood, 1956
- Haplochromis longirostris (Hilgendorf, 1888)
- Haplochromis luteus (Seehausen & Bouton, 1998)
- Haplochromis macrocephalus Seehausen & Bouton, 1998
- Haplochromis macrognathus Regan, 1922
- Haplochromis macrops (Boulenger, 1911)
- Haplochromis maculipinna (Pellegrin, 1913)
- Haplochromis maisomei van Oijen, 1991
- Haplochromis mandibularis Greenwood, 1962
- Haplochromis martini (Boulenger, 1906)
- Haplochromis maxillaris Trewavas, 1928
- Haplochromis mbipi (Lippitsch & Bouton, 1998), Typusart von „Mbipia“
- Haplochromis megalops Greenwood & Gee, 1969
- Haplochromis melanopterus Trewavas, 1928
- Haplochromis melanopus Regan, 1922
- Haplochromis melichrous Greenwood & Gee, 1969
- Haplochromis mento Regan, 1922
- Haplochromis michaeli Trewavas, 1928
- Haplochromis microdon (Boulenger, 1906)
- Haplochromis mylergates Greenwood & Barel, 1978
- Haplochromis nanoserranus Greenwood & Barel, 1978
- Haplochromis nigrescens (Pellegrin, 1909)
- Haplochromis nigricans (Boulenger, 1906)
- Haplochromis niloticus Greenwood, 1960
- Haplochromis nuchisquamulatus (Hilgendorf, 1888), Typusart von „Xystichromis“
- Haplochromis nyanzae Greenwood, 1962
- Haplochromis nyererei Witte-Maas & Witte, 1985
- Haplochromis obesus (Boulenger, 1906) Victoriasee und Lake Kwania (Kyoga system)., Typusart von „Lipochromis“
- Haplochromis obliquidens (Hilgendorf, 1888), Typusart der Gattung Haplochromis
- Haplochromis obtusidens Trewavas, 1928
- Haplochromis oligolepis Lippitsch, 2003[6]
- Haplochromis omnicaeruleus (Seehausen & Bouton, 1998)
- Haplochromis pachycephalus Greenwood, 1967
- Haplochromis pallidus (Boulenger, 1911)
- Haplochromis pancitrinus Mietes & Witte, 2010
- Haplochromis paraguiarti Greenwood, 1967
- Haplochromis paraplagiostoma Greenwood & Gee, 1969
- Haplochromis paropius Greenwood & Gee, 1969
- Haplochromis parorthostoma Greenwood, 1967, Typusart von „Pyxichromis“
- Haplochromis parvidens (Boulenger, 1911), Typusart von „Cleptochromis“
- Haplochromis pellegrini Regan, 1922
- Haplochromis percoides Boulenger, 1906
- Haplochromis perrieri (Pellegrin, 1909)
- Haplochromis pharyngomylus Regan, 1929
- Haplochromis phytophagus Greenwood, 1966
- Haplochromis piceatus Greenwood & Gee, 1969
- Haplochromis pitmani Fowler, 1936
- Haplochromis plagiodon Regan & Trewavas, 1928
- Haplochromis plagiostoma Regan, 1922
- Haplochromis plutonius Greenwood & Barel, 1978
- Haplochromis prodromus Trewavas, 1935
- Haplochromis prognathus (Pellegrin, 1904)
- Haplochromis pseudopellegrini Greenwood, 1967
- Haplochromis ptistes Greenwood & Barel, 1978
- Haplochromis pundamilia Seehausen & Bouton, 1998, Typusart von „Pundamilia“
- Haplochromis pyrrhocephalus Witte & Witte-Maas, 1987
- Haplochromis pyrrhopteryx van Oijen, 1991
- Haplochromis retrodens (Hilgendorf, 1888)
- Haplochromis riponianus (Boulenger, 1911), Typusart von „Psammochromis“
- Haplochromis rubripinnis (Seehausen, Lippitsch & Bouton, 1998), Typusart von „Lithochromis“
- Haplochromis rufocaudalis (Seehausen & Bouton, 1998)
- Haplochromis rufus (Seehausen & Lippitsch, 1998)
- Haplochromis sauvagei (Pfeffer, 1896), Typusart von „Ptyochromis“
- Haplochromis saxicola Greenwood, 1960
- Haplochromis serranus (Pfeffer, 1896), Typusart von „Harpagochromis“
- Haplochromis spekii (Boulenger, 1906)
- Haplochromis sphex ter Huurne & Witte, 2010
- Haplochromis squamulatus Regan, 1922
- Haplochromis sulphureus Greenwood & Barel, 1978
- Haplochromis tanaos van Oijen & Witte, 1996
- Haplochromis teegelaari Greenwood & Barel, 1978
- Haplochromis teunisrasi Witte & Witte-Maas, 1981
- Haplochromis theliodon Greenwood, 1960
- Haplochromis thereuterion van Oijen & Witte, 1996
- Haplochromis thuragnathus Greenwood, 1967
- Haplochromis tridens Regan & Trewavas, 1928
- Haplochromis tyrianthinus Greenwood & Gee, 1969
- Haplochromis ushindi van Oijen, 2004
- Haplochromis vanoijeni de Zeeuw & Witte, 2010
- Haplochromis victoriae (Greenwood, 1956), Typusart von „Paralabidochromis“
- Haplochromis victorianus (Pellegrin, 1904)
- Haplochromis vonlinnei van Oijen & de Zeeuw, 2008
- Haplochromis wellcommei Greenwood, 1966, Typusart von „Allochromis“
- Haplochromis xanthopteryx (Seehausen & Bouton, 1998)
- Haplochromis xenognathus Greenwood, 1957
- Haplochromis xenostoma Regan, 1922

#### Albertsee

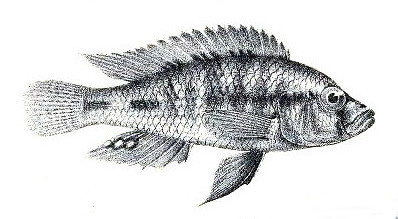
Haplochromis wingatii

- Haplochromis albertianus Regan, 1929
- Haplochromis avium Regan, 1929
- Haplochromis bullatus Trewavas, 1938
- Haplochromis loati Greenwood, 1971 (Bahr al-Dschabal und Albertsee).
- Haplochromis mahagiensis David & Poll, 1937
- Haplochromis wingatii (Boulenger, 1902); Albertsee, Albert-Nil

#### GeorgseeundEdwardsee

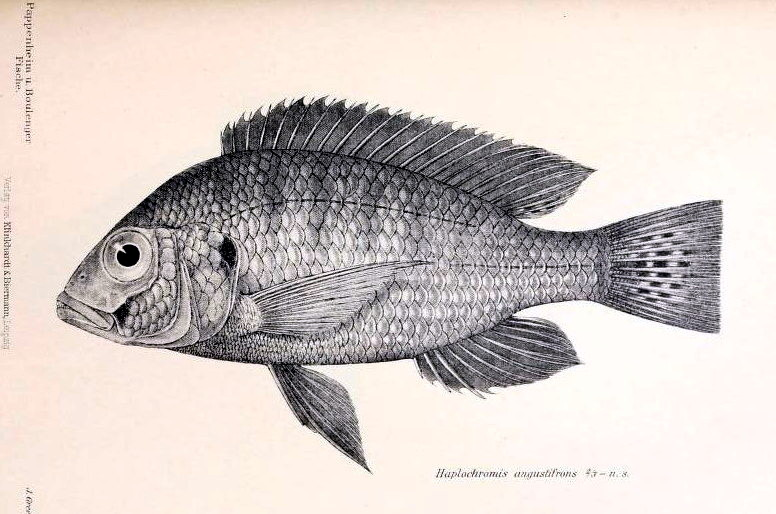
Haplochromis angustifrons
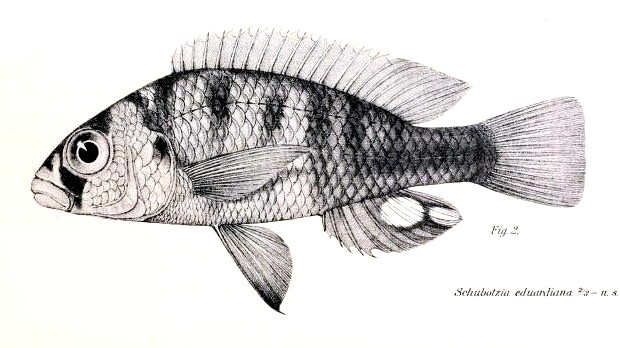
Haplochromis eduardianus
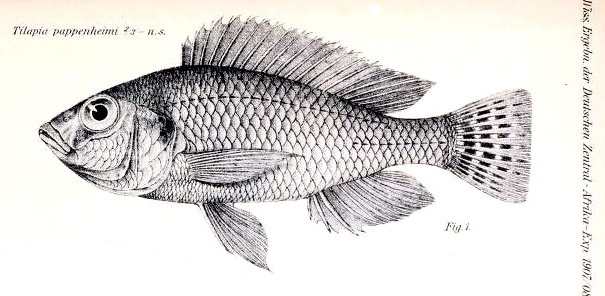
Haplochromis pappenheimi
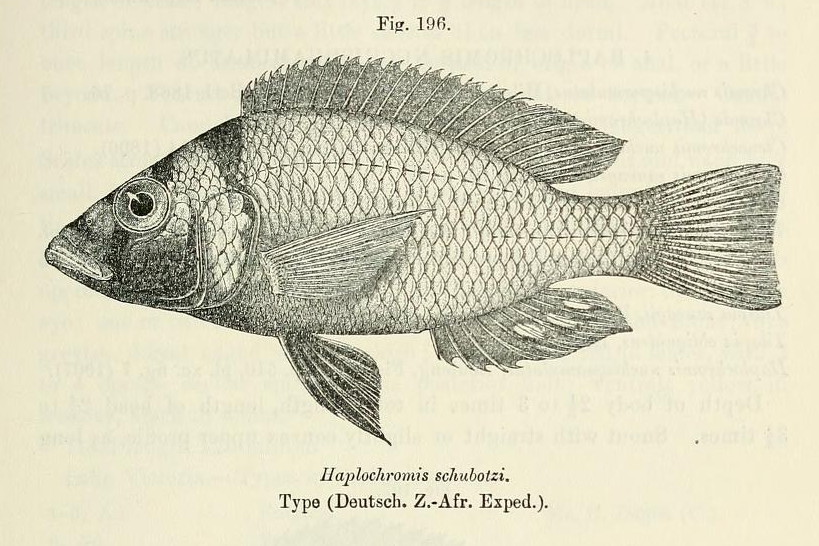
Haplochromis schubotzi

- Haplochromis aeneocolor Greenwood, 1973; Georgsee
- Haplochromis akika Lippitsch, 2003; Georgsee[6]
- Haplochromis angustifrons Boulenger, 1914; Georgsee, Edwardsee
- Haplochromis aquila Vranken, Van Steenberge, Heylen, Decru & Snoeks, 2022; Edwardsee[10]
- Haplochromis aureus Vranken et al., 2023; Edwardsee[11]
- Haplochromis concilians Vranken et al., 2019; Edwardsee
- Haplochromis curvidens Vranken, Van Steenberge, Heylen, Decru & Snoeks, 2022; Edwardsee[10]
- Haplochromis dolorosus Trewavas, 1933; nur von einem einzelnen Exemplar bekannt, aus dem Chambura einem Nebenfluss des Kazinga-Kanals zwischen Georgsee und Eduardsee.
- Haplochromis eduardianus (Boulenger, 1914), Typusart von „Schubotzia“
- Haplochromis eduardii Regan, 1921; Edwardsee
- Haplochromis elegans Trewavas, 1933
- Haplochromis engystoma Trewavas, 1933; Edwardsee
- Haplochromis erutus Vranken et al., 2019; Edwardsee
- Haplochromis falcatus Vranken, Van Steenberge, Heylen, Decru & Snoeks, 2022; Edwardsee[10]
- Haplochromis fuscus Regan, 1925; Edwardsee
- Haplochromis glaucus Vranken, Van Steenberge, Heylen, Decru & Snoeks, 2022; Edwardsee[10]
- Haplochromis gracilifur Vranken, Steenberge & Snoeks, 2018; Edwardsee
- Haplochromis kimondo Vranken, Van Steenberge, Heylen, Decru & Snoeks, 2022; Edwardsee[10]
- Haplochromis labiatus Trewavas, 1933
- Haplochromis limax Trewavas, 1933
- Haplochromis lobatus Vranken et al., 2019; Edwardsee
- Haplochromis macropsoides Greenwood, 1973
- Haplochromis mentatus Regan, 1925; Edwardsee
- Haplochromis molossus Vranken, Steenberge & Snoeks, 2018; Edwardsee
- Haplochromis mylodon Greenwood, 1973
- Haplochromis nigripinnis Regan, 1921
- Haplochromis oregosoma Greenwood, 1973; Georgsee
- Haplochromis pappenheimi (Boulenger, 1914)
- Haplochromis paradoxus (Lippitsch & Kaufman, 2003); Edwardsee
- Haplochromis pelagicus Vranken et al., 2023; Edwardsee[11]
- Haplochromis pharyngalis Poll & Damas, 1939; Edwardsee
- Haplochromis planus Vranken et al., 2019; Edwardsee
- Haplochromis quasimodo Vranken, Van Steenberge, Heylen, Decru & Snoeks, 2022; Edwardsee[10]
- Haplochromis relictidens Vranken, Steenberge & Snoeks, 2018; Edwardsee
- Haplochromis rex Vranken, Van Steenberge, Heylen, Decru & Snoeks, 2022; Edwardsee[10]
- Haplochromis schubotziellus Greenwood, 1973
- Haplochromis schubotzi Boulenger, 1914
- Haplochromis serridens Regan, 1925; Edwardsee
- Haplochromis simba; Edwardsee Vranken, Van Steenberge, Heylen, Decru & Snoeks, 2022; Edwardsee[10]
- Haplochromis squamipinnis Regan, 1921
- Haplochromis taurinus Trewavas, 1933
- Haplochromis vicarius Trewavas, 1933

#### Kivusee

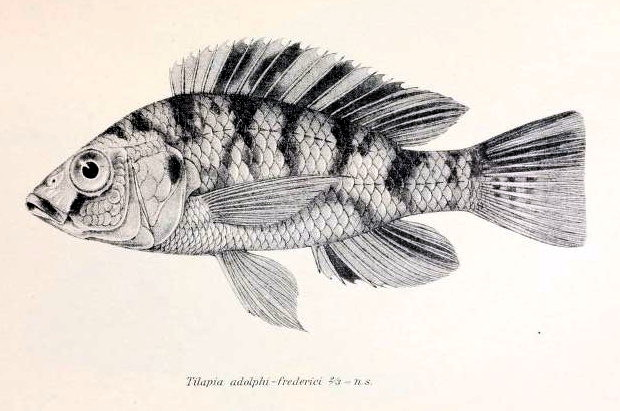
Haplochromis adolphifrederici
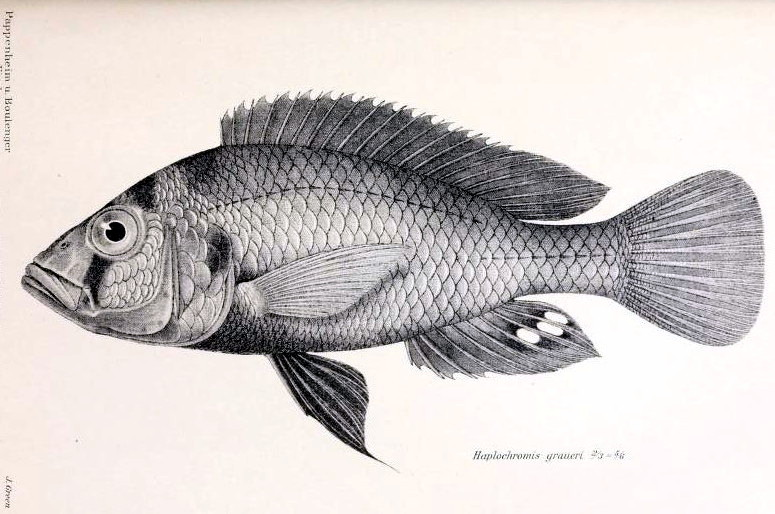
Haplochromis graueri
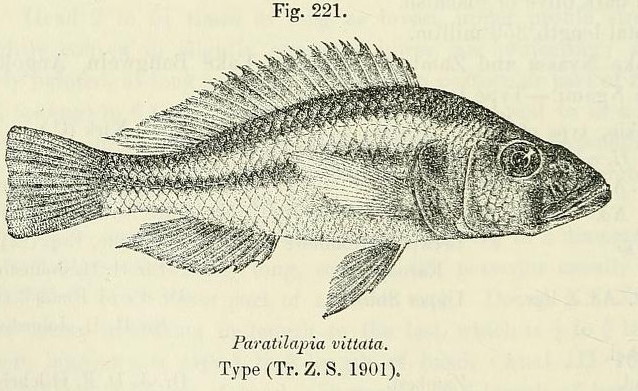
Haplochromis vittatus

- Haplochromis adolphifrederici (Boulenger, 1914)
- Haplochromis astatodon Regan, 1921
- Haplochromis crebridens Snoeks, de Vos, Coenen & Thys van den Audenaerde, 1990
- Haplochromis gracilior Boulenger, 1914
- Haplochromis graueri Boulenger, 1914
- Haplochromis insidiae Snoeks, 1994
- Haplochromis kamiranzovu Snoeks, Coenen & Thys van den Audenaerde, 1984
- Haplochromis microchrysomelas Snoeks, 1994
- Haplochromis nigroides (Pellegrin, 1928)
- Haplochromis occultidens Snoeks, 1988
- Haplochromis olivaceus Snoeks, de Vos, Coenen & Thys van den Audenaerde, 1990
- Haplochromis paucidens Regan, 1921
- Haplochromis rubescens Snoeks, 1994
- Haplochromis scheffersi Snoeks, de Vos & Thys van den Audenaerde, 1987
- Haplochromis vittatus (Boulenger, 1901)

#### Nabugabosee

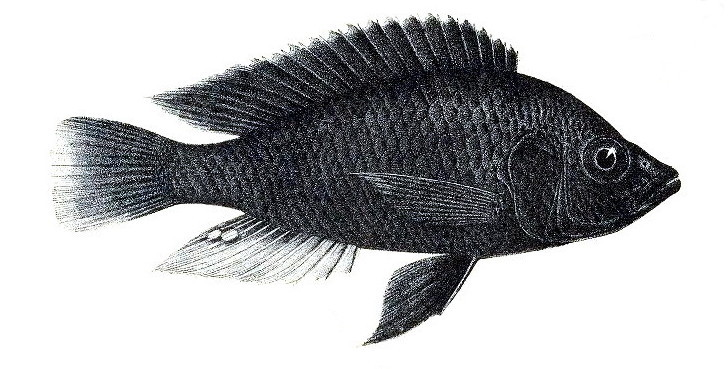
Haplochromis nubilus

- Haplochromis annectidens Trewavas, 1933
- Haplochromis beadlei Trewavas, 1933
- Schwarzer Maulbrüter (Haplochromis nubilus Boulenger, 1906)
- Haplochromis simpsoni Greenwood, 1965
- Haplochromis velifer Trewavas, 1933
- Haplochromis venator Greenwood, 1965

#### Turkanasee
- Haplochromis macconneli Greenwood, 1974
- Haplochromis rudolfianus Trewavas, 1933
- Haplochromis turkanae Greenwood, 1974

#### Sonstige

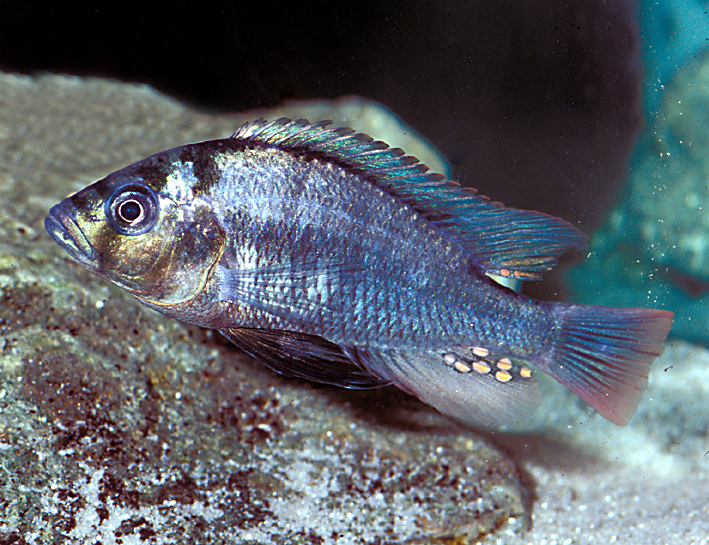
Haplochromis commutabilis
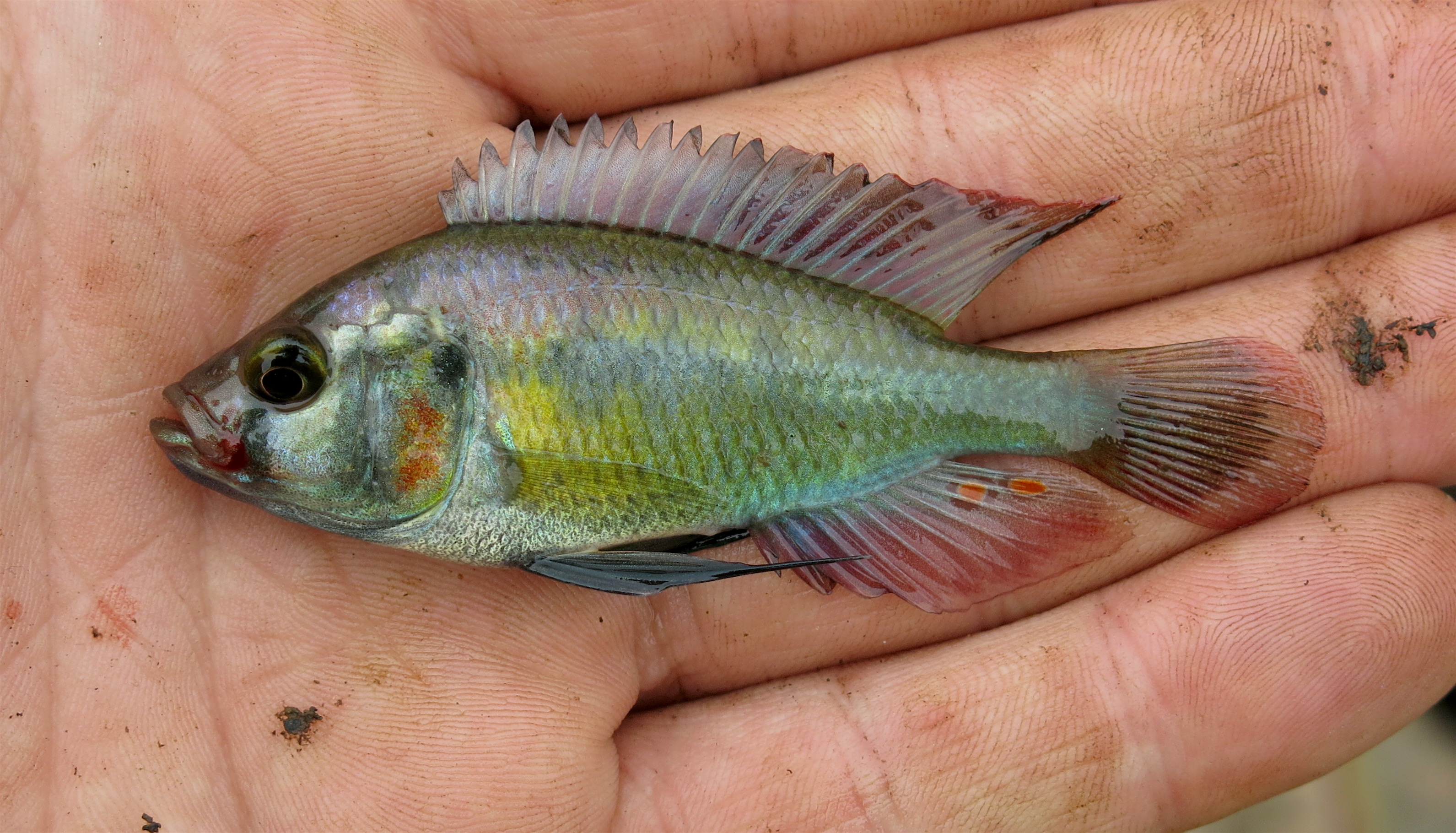
Männchen von Haplochromis stappersii aus dem Ruzizi

- Haplochromis ampullarostratus Schraml, 2004; Kachirasee (Koki-Seen)
- Haplochromis commutabilis Schraml, 2004; Kachirasee (Koki-Seen).
- Haplochromis erythromaculatus De Vos, Snoeks & Thys van den Audenaerde, 1991; Bulera-See, Ruhondo-Seen und zufließende Flüsse in Ruanda
- Haplochromis exspectatus Schraml, 2004; Kijanebalolasee (Koki-Seen)
- Haplochromis fuelleborni (Hilgendorf & Pappenheim, 1903); Rukwasee
- Haplochromis gigliolii (Pfeffer, 1896); Einzugsgebiet von Rufiji und Ruvu in Tansania
- Haplochromis katavi Seegers, 1996; Katuma River im Westen Tansanias
- Haplochromis katonga Schraml & Tichy, 2010; Katonga River, Uganda
- Haplochromis latifasciatus Regan, 1929; Kyogasee, Nawampasasee
- Haplochromis malacophagus Poll & Damas, 1939; nur vom Typenfundort Kibuga in Uganda bekannt.
- Haplochromis orthostoma Regan, 1922; Lake Salisbury (Kyoga system).
- Haplochromis stappersii Poll, 1943; Tanganjikasee
- Haplochromis toddi (Boulenger, 1905); Kasai in der Demokratischen Republik Kongo
- Haplochromis worthingtoni Regan, 1929; Kyogasee

### Serranochromini
- 'Haplochromis' humilis (Steindachner, 1866); Angola
- 'Haplochromis' oligacanthus
- 'Haplochromis' placodus Poll & Damas, 1939; Molindi River, DR Kongo
- 'Haplochromis' smithii (Castelnau, 1861); Ngamisee und südliche Simbabwe
- 'Haplochromis' snoeksi Wamuini Lunkayilakio & Vreven, 2010; Kongobecken
- 'Haplochromis' stigmatogenys (Boulenger, 1913); südliches Kongobecken

isolierte Linien bzw. unklare Systematik
- Haplochromis gracilior Boulenger, 1914; Kivusee
- Haplochromis vanheusdeni Schedel, Friel & Schliewen, 2014; Ruaha

Neben den anerkannten Arten gibt es viele noch unbeschriebenen Formen, die unter Aquarianern mit Trivialnamen wie Haplochromis „Thick Skin“ CH44 bezeichnet werden.